# Nicolae Paulescu
Nicolae Constantin Paulescu (n. 8 noiembrie 1869, București – d. 19 iulie 1931, București) a fost un om de știință român, medic fiziolog, profesor la Facultatea de Medicină din București, care a contribuit la izolarea hormonului pancreatic antidiabetic, numit mai târziu insulină.
Ca politician, a fost adept al fascismului și al antisemitismului, devenind co-fondator al Ligii Apărării Național-Creștine și membru important al Mișcării legionare.

## Biografie

Statuia lui Nicolae Paulescu, de lângă Facultatea de Medicină din București, dezvelită la 31 august 2001, în prezența președintelui Federației Internaționale de Diabet, Sir George Alberti.

Nicolae Constantin Paulescu s-a născut la 8 noiembrie 1869 în mahalaua Răzvan din București, pe Calea Moșilor nr. 69, fiu al lui Costache Paulescu, negustor și, al Mariei Paulescu (născută Dancovici). El învață la „Școala primară de băieți nr. 1, Culoarea de Galben” și, în 1880, se înscrie la „Gimnaziul Mihai Bravul” (Liceul Mihai Viteazul), pe care-l va absolvi în 1888. Încă din anii liceului, a dovedit o înclinare pentru științele naturale, pentru fizică și chimie, precum și pentru limbile clasice și moderne.
Paulescu a studiat medicina la Paris, începând cu anul 1888, obținând în 1897 titlul de medic cu teza „Cercetări asupra structurii splinei” (în franceză Recherches sur la structure de la rate). A lucrat în spitale din Paris, mai întâi ca extern la spitalul „Hôtel-Dieu” (1891-1894) cu  profesorul Étienne Lancereaux, ilustru clinician și anatomo-patolog și apoi, ca intern (1894-1897) și medic secundar (1897-1900) la spitalul Notre Dame du Perpétuel-Secours, ca adjunct al profesorului Lancereaux și secretar de redacție al revistei Journal de Médecine Interne. În anii 1897-1898 a urmat și cursuri de biochimie și fiziologie la Facultatea de Științe din Paris, obținând în 1899 titlul de Doctor în Științe cu lucrările Cercetări experimentale asupra modificărilor ritmului mișcărilor respiratorii și cardiace sub influența diverselor poziții ale corpului și Cauze determinante și mecanismul morții rapide consecutivă trecerii de la poziția orizontală la  verticală. În anul 1901, obține la Universitatea din Paris al doilea doctorat în științe cu dizertația  „Studiu comparativ asupra acțiunii clorurilor alcaline asupra materiei vii” (în franceză "Étude comparative de l'action des chlorures alcalines sur la matière vivante").
Revenit în România în anul 1900, Nicolae Paulescu este numit profesor de fiziologie la Facultatea de Medicină și Șeful secției de Medicină internă la spitalul St. Vincent de Paul din București.
În anul 1902 își deschide cursul de fiziologie cu prelegerea „Generația spontanee și darwinismul în fața metodei experimentale”  iar în 1905 ține trei lecții („Finalitatea în biologie”, „Materialismul”, „Suflet și Dumnezeu”) ce vor alcătui volumul Noțiunile „suflet” și „Dumnezeu” în fiziologie, publicat în același an și reeditat în 1944 și 1999. Concepțiile sale antidarwiniene vor declanșa o polemică cu biologul Nicolae Leon, profesor la Universitatea „Alexandru Ioan Cuza” din Iași și Dimitrie Voinov, fondatorul școlii românești de citologie și Membru titular (din 1927) al Academiei Române, în paginile revistelor Convorbiri literare și Spitalul.

## Activitate științifică
Cercetările științifice ale lui Paulescu s-au concentrat în domeniul fiziologiei, în special metabolismul glucidelor, patogeneza diabetului zaharat, rolul pancreasului în asimiliția nutritivă, coagularea sângelui, mecanismul morții subite ș.a. În 1906 a elaborat o metodă originală de extirpare a hipofizei - situată profund, între creier și baza craniului - pe cale trans-temporală, întâi pe câine apoi, apoi la om. Cercetările lui inovatoare în chirurgia hipofizei au inspirat, mai târziu, activitatea neurochirurgului american Harvey Cushing.

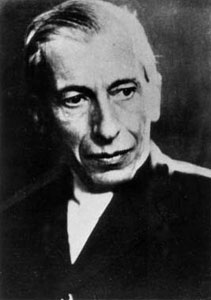
Nicolae Paulescu

În sesiunea din 23 iulie 1921 a Societății Franceze de Biologie, Nicolae Paulescu prezintă în patru comunicări rezultatele cercetărilor sale privind acțiunea extractului pancreatic în cazuri de diabet, publicate în revista Societății.
Paulescu publică separarea unui principiu activ antidiabetic din pancreas, pe care îl denumește pancreina, în numărul din 31 august 1921 al revistei de specialitate Archives Internationales de Physiologie, revistă cu apariție simultană în Franța și Belgia.
În anul 1922, Paulescu obține, de la Ministerul Industriei și Comerțului din România, brevetul de invenție nr. 6255 intitulat „Pancreina și procedeul său de fabricare”.

### Conflicte, suspiciuni, dubii
Este de menționat că în publicațiile sale, Paulescu nu pomenește de experimentele pe temă  publicate de Israel Kleiner încă din 1915 și 1919.
Aceste publicații au precedat anunțarea de către Frederick Banting și Ch. Herbert Best din Toronto (Canada) a descoperirii insulinei. care neagă influența rezultatelor la care ajunsese Paulescu și afirmă că deși el a demonstrat o eficacitate a extrasului pancreatic în a reduce cantitatea zahărului sau a ureei din sânge a animalelor cu diabet indus, el a recunoscut că injecțiile nu au avut efectul scontat deoarece, datorită reacției vehemente de sindrom toxic, cu febră foarte crescută, experimentul lui Paulescu a fost sistat.  
„Paulesco has recently demonstrated the reducing effects of whole gland extract upon the amounts of sugar, ureea and acetone bodies in the blood and urine of diabetic animals. He states that injections into peripheral veins produce no effect and his experiments show that second injections do not produce such marked effect as the first. ”— Banting FG & Best CH.,  Journal of Laboratory and Clinical Medecine, 1922 
 Comitetul de acordare a Premiului Nobel pentru Fiziologie sau Medicină  din anul 1923 îi recompensează pe Frederick G. Banting și John Macleod  pentru demonstrarea primului tratament eficace pentru diabet la om.
La 6 noiembrie 1923 Paulescu a trimis o reclamație Președintelui Comisiei Nobel susținând că „Grupul de cercetători canadieni i-a furat cercetările deci, el cere să i se facă dreptate” și a alăturat o copie a articolului publicat de el cu 6 luni anterior premiului. 
„On November 6, 1923, Paulescu claimed to the President of the Nobel Commission that his work had been stolen by the Canadian research group, and he asked for justice. Paulescu enclosed a copy of his article "Recherche sur le role du pancréas dans l'assimilation nutritive" published in Archives Internationales de Physiologie de Liege on the 31st August 1921 (accepted on the 22 June). Paulescu's article had been published six months prior to Banting and Best's article "The Internal Secretion of the Pancreas" (Journal of Laboratory and Clinical Medicine, issue of February 5, 1922). "Je vous demande la permission de protester contre le fait que cette distinction [Nobel] a été accordée a des personnes qui ne la méritaient point. En effet, la découverte de ces effets physiologiques et thérapeutiques m'appartient toute entiére (…). Dans ces articles, ils n'ont fait que répéter ce que j'avais dit bien avant eux sur la diminution de l'hyperglycémie et de la glycosuríe, de l'urée sanguine et urinaire, de l'acétonémie et de l'acétonurie, sous l'influence des injections intra-veineuses de l'extrait pancréatique, chez un anímale diabétique (…)."(N.C. Paulescu. November, 1923)”
În fruntea cercetătorilor care au considerat că Paulescu a fost frustrat de Comitetul Premiului Nobel și au activat pentru „repunerea sa în drepturi” sunt de menționat scoțianul Ian Murray  și, în fruntea grupei de români, profesorul Ioan Pavel:, etc.
În octombrie 1969, profesorii Ioan Pavel și S.M. Milcu (Vicepreședintele Academiei Române) i-au trimis a scrisoare profesorului Arne Tiselius, vicepreședinte al Fundației Nobel, pretinzând priotitatea lui Paulescu la descoperirea insulinei.  Profesorul A.W.K. Tiselius, recunoaște în 1969 meritele lui Nicolae Paulescu în descoperirea tratamentului antidiabetic, exprimându-și speranța că „opera de pionerat” a lui Paulescu va fi elogiată cum se cuvine de forurile științifice internaționale .engleză "Returning to the question raised in your letter of Oct.30 1969 about the priority of the discovery of insulin, and particularly the contribution of Paulescu, I wish to say the following.
În ce-i privește pe Banting și Best, Ian Murray îi considera drept cercetători care au confirmat descoperirile lui Paulescu. Ian Murray a scris: „Au fost lăudați drept descoperitori. Munca lor, totuși, poate fi interpretată mai realist ca o confirmare a descoperirilor lui Paulescu.”  Răspunzând campaniei internaționale inițiată de fiziologul scoțian Ian Murray,. În cartea The Priority of N.C. Paulescu in the Discovery of Insulin, publicată în 1976 profesorul Ioan Pavel a prezentat documente care atestă meritele lui Paulescu.

#### Prioritățile medico-chirurgicale
Prof. univ. Constantin Ionescu-Târgoviște în articolul ”Despre știința lui Paulescu si neștiința altora” enumeră 20 de priorități medico-chirurgicale ale prof. Paulescu, între care:
1. 1897. Nicolae Paulescu demonstrează (contrar opiniilor unor autori ai timpului) că coagularea sângelui obținut din vena suprahepatică se face aproximativ în același timp cu coagularea sângelui obținut din vena portă sau din venele periferice;
2. 1897. Realizează, în colaborare cu Reynier, anastomoza mucoasei, cap-la-cap, a venelor, ureterului și coledocului.
3. 1897. Clasifică glandele vasculare în trei categorii și anume: a) glande de natură epitelială cu secreție exocrină și endocrină, exemplu ficatul și pancreasul; b) glande de natura epitelială cu secreție doar endocrină, exemplu tiroida și glandele suprarenale; c) glande de natura conjunctiv-limfatica care nu au canale excretorii, exemplu, splina, timusul sau ganglionii limfatici.
4. 1898. Elaborează un tratament pentru anevrisme în general și al anevrismului aortic în special, prin utilizarea injecțiilor cu colagen (gelatina) steril, introdus subcutanat.
5. 1898. Priorități în studiul funcției tiroidei și tulburările asociate acesteia.
6. 1898. Priorități în cercetarea „specificității celulara în cancere”, adică dezvoltarea cancerului din celulele țesutului în care acesta apare, infirmând astfel teoria „indiferenței celulare”, adică a caracterului nespecific al acestei maladii.

#### Cine a descoperitinsulina?
Laguesse în 1893 și Leonid V. Sobolev în 1899 au sugerat că insulele lui Langerhans (descoperite de acesta în 1869) produc o substanță care controlează metabolismul carbohidraților.. Această substanță a fost numită "insulină" de belgianul Jean de Meyer în 1909.
În 1903 John Rennnie și Thomas Fraser au încercat fără succes un tratament oral cu extras de cod (care are insulele separate de pancreasul exocrin). În 1904 au încercat injectarea hipodermica la om, dar au renunțat datorită efectelor secundare.
Efectul hipoglicemiant al unui extract pancreatic injectat intravenos la câinele pancreatectomizat a fost demonstrat de Israel S. Kleiner (1915, 1919). Efectul unui extract pancreatic asupra corpilor cetonici și ureii (substante produse în diabetul zaharat dezechilibrat) a fost demonstrat de Paulescu (1921).
Descoperirea unui extract pancreatic eficace în tratamentul diabetului la om îi aparține lui James B. Collip, care a lucrat sub îndrumarea lui John J.R. Macleod la Toronto în 1921.
În 1916, Paulescu a izolat un extract de pancreas pe care l-a numit "pancreină" care conținea insulină și alte impurități. Paulescu va raporta descoperirea într-un articol din 1921</ref>) în condițiile în care dascălul savantului român - Étienne Lancereaux - a fost primul care să sugereze că diabetul este o maladie care își are originea într-o afectare a pancreasului.
Insulina a fost purificată suficient pentru uzul clinic, pentru prima oară, de biochimistul canadian James B. Collip în decembrie 1921 prin tratarea omogenizatului tisular de pancreas bovin cu alcool, eter și din nou alcool. Acest extract și-a dovedit eficacitatea în mod spectaculos începând din ianuarie 1922, când a fost injectat de Frederick G. Banting bolnavilor de la Toronto General Hospital.
În ciuda contribuțiilor sale în domeniul metabolismului uman, Nicolae Paulescu este ignorat de școala de medicină și istoriografia științifică occidentale (de exemplu monografia "The Pancreas: An Integrated Textbook of Basic Science, Medicine, and Surgery" Edited by H. G. Beger, A. L. Warshaw, M. W. Büchler, R. A. Kozarek, M. M. Lerch, J. P. Neoptolemos, K. Shiratori, D. C. Whitcomb, and B. M. Rau, Blackwell Publishing Limited 2008), o lucrare cu mai bine de 1000 de pagini și care debutează cu o istorie a contribuțiilor medicale la înțelegerea rolului și modului de funcționare ale pancreasului, numele românului Paulescu nu este menționat.

## Activitatea politică

Steagul Ligii Apărării Naționale Creștine

Concepția politică a lui Nicolae Paulescu aparținea de extrema dreaptă și susținea românizarea fascismului, în special prin lansarea unei deșănțate propagande antisemite.
Conform lui, Vechiul Testament nu conținea esența creștinismului și era, în schimb, opera unui Dumnezeu răzbunător, separat de divinitatea creștină.
În 1922, Paulescu a înființat, alături de Alexandru C. Cuza, Uniunea Națională Creștină, primul partid din Europa care a adoptat zvastica drept simbolul său oficial. Un an mai târziu, cei doi au pus bazele Ligii Apărării Naționale Creștine și au păstrat zvastica neagră în mijlocul tricolorului românesc ca însemn al noului partid. Paulescu a fost vicepreședintele Ligii și șeful filialei Ilfov, la a cărei inaugurare declara:
„România Mare e ca un fruct splendid de o frumusețe uimitoare. Dar ea poartă în sânul ei un parazit de curând pripășit care-i suge toată vlaga. Acest vierme neadormit e Jidanul, care îi otrăvește fiii în cârciumi nenumărate, care îi răpește fecioarele și le face să devină sterpe, care prin tot felul de speculații fură pâinea de la gura bieților Români și care, în sfârșit, prin Francmasonerie, prin Socialism, prin Bolșevism, încearcă să aducă pe acești jefuiți în starea urgisită de robi ai lui Iuda.”— N.C. Paulescu, Apărarea Națională, 22 noiembrie 1925 
„Pericolul evreiesc” este plasat de Paulescu în registrul sexualității interetnice : 
„Și când cugeți că sunt cu sutele și cu miile sărmanele fecioare române, murdărite de jidani, și că ele nu îndrăznesc să denunțe pe acești monștri, din cauza rușinii care a pângărit pentru totdeauna sufletul lor dezonorat. Nenorocitele Margarite, violate de Fauști tăiați împrejur și respingători, ceea ce le așteaptă este mai întâi moașa jidoafcă care le mântuie prin avortare și care în același timp le suflă și ultima para, pe urmă Curtea cu jurați și în sfârșit ocna umedă, dacă prin sinucidere n-au pus un termen suferințelor lor de martire. ”— N.C. Paulescu,  Spitalul, Coranul, Talmudul, Cahalul și Francmasoneria, 1913 
Influența lui Paulescu asupra lui Corneliu Zelea Codreanu, fondatorului Legiunii Arhanghelul Mihail, a fost asumată deschis de acesta din urmă:
„Articolele profesorilor Cuza și Paulescu erau citite cu religiozitate de tot tineretul... erau adevărate transporturi de muniții prin care noi învingeam argumentările presei jidănești. ”— Corneliu Zelea Codreanu,  Pentru Legionari, 1936 .
Ca mentor al lui Corneliu Zelea Codreanu, Paulescu a fost martorul principal al apărării în procesul acestuia din 23 martie 1924. Cu această ocazie declara: 
„Cauza ajunsă înaintea domniilor-voastre este conspirația Forțelor Oculte mondiale de a ni se lua dreptul la suveranitate și de a fonda aici în spatiul carpato-ponto-dunărean Israelul european. Israelul european: stat bi-național cu evreii clasa conducatoare și exploatatoare în calitate de națiune învingătoare și cu noi, românii, clasa subordonată și exploatată în calitate de națiune învinsă. ”— citat de Șerban Milcoveanu în „Pentru ce a fost asasinat Corneliu Zelea Codreanu”, 2007 .
Pentru Paulescu, evreii erau păduchi care trebuiau eliminați de pe teritoriul țării: 
„Scopul nostru este isgonirea Jidanilor. Deparazitarea nu s-ar putea face pe spinarea vecinilor care fiind și ei până peste cap de paduchi, ar refuza mortiș să mai primească și pe ai noștri. Ar trebui deci ca toate țările infectate de jidani să stabilească de comun acord o cloacă (în Palestina, în Africa sau în America) unde să-și poate fiecare arunca lăturile. ”— N.C. Paulescu,  Apărarea Națională, 1 februarie 1925 
Nicolae Paulescu a fost membru în Senatul legionar.
În anul 2005, după studierea scrierilor antisemite ale lui Nicolae Paulescu, organizația International Diabetes Federation a decis să renunțe la orice asociere cu Nicolae Paulescu și să nu accepte decernarea de premii în numele lui Paulescu la congresele organizației.

#### Dintre publicațiile lui Paulescu
(Preluate din Wikipedia în franceză)
- Complot jidano-francmasonic împotriva neamului Românesc ["The Judeo-Masonic Plot against the Romanian People"] (1924)
- Jidanii și Alcoolismul ["Jews and Alcoholism"] (1927)
- Degenerarea rasei jidovești ["The Degeneration of the Jewish Race"] (1928)
- Desfrâul Jidanilor ["Jewish Debauchery"] (1928)
- Tălmăcirea apocalipsului, soarta viitoare a jidănimii ["Interpretation of Revelation, the future fate of the Jews"] (1931)

N.B.: Expresia „jidan/jidani” este o invectivă abjectă la adresa evreilor.

## Poziția Academiei Române (2021)
În anul 1990, Nicolae Paulescu a fost numit post mortem membru al Academiei Române.
În data de 21 iulie 2021 Academia Română a organizat o comemorare a centenarului descoperirii insulinei. Printre vorbitorii care l-au omagiat pe Paulescu s-au aflat și Irina Cajal Marin, subsecretar de stat în Ministerul Culturii, și Aurel Vainer, președinte de onoare al Federației Comunităților Evreiești din România care, deși total lipsiți de cunoștințe în domeniul fiziologiei și medicinei în general, și a descoperirii insulinei în special, au fost chemați în rol de „evrei ștergători de pete”   În absența președintelui Ioan-Aurel Pop, conducerea Academiei Române a fost reprezentată de vicepreședintele Răzvan Theodorescu. Un grup de intelectuali a protestat public contra acestei manifestări, arătând că Paulescu „A fost una din figurile proeminente ale naționalismului extrem, antisemitismului și rasismului în climatul ideologic și politic al României interbelice. A fost autorul celui mai radical discurs antisemit cunoscut în spațiul românesc”. Acest protest a fost considerat nefondat de președintele Ioan-Aurel Pop, care a declarat în 26 iulie 2021: „Nu mi se pare justificat și nu are legătură cu momentul. Oamenii nu s-au adunat pentru descoperitorul insulinei, denumită inițial pancreină, s-au strâns ca să marcheze pentru publicul larg o mare descoperire care s-a dovedit extrem de importantă pentru viitor, insulina, indiferent de confesiunea sau naționalitatea celui care a făcut-o.” În 6 august 2021 Ioan-Aurel Pop a revenit asupra poziției sale: „Nu va avea loc în acest an, la Academia Română sau sub egida Academiei, nicio conferință despre descoperirea insulinei”, a afirmat el într-un mesaj e-mail adresat profesorului Peter Manu de la Universitatea Hofstra⁠(en)[traduceți] din statul New York și membru de onoare al Academiei de Științe Medicale a României, mesaj destinat publicării și reprezentând poziția oficială a președintelui Academiei Române. În 7 august 2021 mass-media au relatat despre anularea sesiunii omagiale programate pentru 1–3 septembrie în organizarea vicepreședintelui Victor Voicu, pe fondul schimbării atitudinii unor instituții românești în scandalurile publice în jurul unor personaje istorice cu trecut antisemit. Într-un interviu acordat RFI România în 8 august 2021, Peter Manu a comentat această secvență de evenimente și declarații petrecute într-un interval de două săptămâni, declarând că „mitul Paulescu este adânc înfipt în imaginarul românesc” și „ideea că Paulescu este cel care a descoperit insulina este certifiabil falsă, nu este susținută de nimeni în afara României și a fost instrumentalizată ca un mit pe timpul național-comunismului”.